# (34502) 2000 SE157
2000 SE157 (asteroide 34502) é um asteroide da cintura principal. Possui uma excentricidade de 0.04357290 e uma inclinação de 14.15767º.
Este asteroide foi descoberto no dia 26 de setembro de 2000 por LINEAR em Socorro.